# Bányai János-díj
A Bányai János-díj az Erdélyi Magyar Közművelődési Egyesület 1992-ben  az erdélyi és a moldvai magyar népi kultúra kutatóinak alapított díja.

## A díj
A díjat az erdélyi és a moldvai magyar népi kultúra szakszerű kutatásában, az erdélyi magyar muzeológiában jelentős eredményeket elért kutatóknak, muzeológusoknak javasoljuk. Névadója Bányai János (1886–1971), tanár, muzeológus, geológus, közíró, a Székelység c. havilap alapítója és szerkesztője.

## Díjazottak[2]
- 2020: Szabó Árpád Töhötöm[3]
- 2019: Jakab Albert Zsolt[4]
- 2018: Furu Árpád(wd) műemlékvédelmi szakmérnök, néprajzkutató[5]
- 2017: Kinda István
- 2016: Miklós Zoltán(wd) muzeológus-néprajzkutató[6]
- 2015: Zepeczaner Jenő
- 2014: Ilyés Sándor
- 2013: Szőcs Levente
- 2009: Zsigmond Győző
- 2012: Vajda András
- 2011: Szőcsné Gazda Enikő(wd)
- 2010: Olosz Katalin
- 2009: Zsigmond Győző
- 2008: Bárth János
- 2007: nem adták ki
- 2006: Tötszegi Tekla
- 2005: Antal Árpád
- 2004: Kéri Gáspár
- 2003: Gazda Klára
- 2002: Incze László
- 2001: Szőcs Lajos
- 2000: Bálint Erzsébet és Bálint Ferenc, az inaktelki tájház létrehozói
- 1999: Antal Mária tanítónő, a gyimesbükki tájház létrehozója
- 1998: Pozsony Ferenc
- 1997: Sípos László pedagógus, népművelő
- 1996: Molnár István
- 1995: Balázsi Dénes(wd)
- 1994: Horváth József fotóművész
- 1993: Sebők Mihály
- 1992: Hasszmann Pál és Hasszmann József